# Lovro von Matačić
Lovro von Matačić (Sušak, 14. veljače 1899. – Zagreb, 4. siječnja 1985.) bio je hrvatski dirigent i skladatelj. Pripadao je eliti europske i svjetske glazbe 20. stoljeća. Ljudski i umjetnički formiran na razmeđu raznih tradicija i kultura, uspio je na zadivljujući način upiti i povezati razlike uvjetovane tim razmeđima, te ih ugraditi u temelje izraznog i spoznajnog bogatstva svojega suglasja s glazbom. 

## Životopis
Lovro von Matačić rođen je na Sušaku u obitelji kojoj je plemićki naslov dodijeljen još početkom 17. stoljeća, od malih je nogu bio okružen glazbom i svijetom umjetnosti: otac je njegovao intenzivnu karijeru opernog pjevača, a majka glumice. Nakon rastave roditelja, obitelj se seli u Beč, gdje je u dobi od osam godina Lovro pristupio Bečkim dječacima, zboru Dvorske glazbene kapele. Repertoar koji se tamo njegovao zacijelo je već tada utjecao na njegove kasnije afinitete, prije svega glazba Antona Brucknera. Po njegovu vlastitom svjedočenju razdoblje provedeno u zboru Bečkih dječaka bilo mu je temelj za njegov daljnji umjetnički razvoj.
U bečkoj Pijarističkoj gimnaziji dobio je poduku iz klavira, orgulja i glazbene teorije. Glazbenu naobrazbu nastavio je kod uglednih pedagoga s bečkog Konzervatorija koji ipak formalno nije pohađao, niti je stekao kakvu završnu diplomu. Dokazivao se u praksi što je počelo već 1916. kada je kao korepetitor počeo volontirati u Operi u Kölnu. No, po izbijanju rata, dobrovoljno se javio u vojsku, što je označilo i njegovo revolucionarno djelovanje: 1918. u Beču se pridružio krugu lijevo orijentiraih intelektualaca koji su prepoznali njegov umjetnički talent. Već tada imao je i nekoliko vlastitih djela spremno; kolegama je recitirao spjev Vigilia, a već kao šesnaestogodišnjaku Tonkünslerorchester bečkog Musikvereina pod ravnanjem Bernharda Paumgartnera praizveo mu je Fantaziju za orkestar. Malo se Matačićevih skladateljskih ostvarenja do danas u potpunosti sačuvalo, iako je kasnije, kao priznati dirigent neka uvrštavao na programe svojih nastupa – primjerice Simfoniju konfrontacija ili Kantatu "Konjuh planina". Po završetku rata, uzdržavao se uglavnom svirkama po kavanama, pisanjem kritika, te kratkotrajnim dirigentskim angažmanima u Osijeku, Zagrebu i Novom Sadu gdje je služio obvezatni vojni rok kao vojni glazbenik. Već tada njegove su nastupe obilježile operne izvedbe i vokalni repertoar, no tek mu je 1922. stigao stalni angažman, i to u Ljubljanskoj operi. U međuvremenu se vjenčao češkom pjevačicom Karlom Dubskom, zahvaljujući kojoj je upoznao znatan dio češke glazbe. Prvi veliki uspjeh u Ljubljani bila je izvedba opere Jenůfa Leoša Janáčeka koja će se pokazati kao jedno od najizvođenijih opernih ostvarenja na Matačićevom repertoaru. 
Nakon Ljubljane nizali su se angažmani i uspjesi: s Operom u Beogradu i akademskim zborom Obilić, prvo ravnanje Zagrebačkom filharmonijom u Zagrebu (1927.) i Bečkim simfoničarima u Konzerthausu (1928.), Letonska državna opera u Rigi, te trajniji dolazak u Zagreb 1932. gdje je svoju djelatnost razgranao na operni, simfonijski i zborski repertoar. Vrhunac tadašnjih nastojanja ipak je bilo dirigiranje Berlinskom filharmonijom 1936. nakon čega je postao redoviti gost toga orkestra. Mjesto stalnog dirigenta Opere Hrvatskog narodnog kazališta u Zagrebu, 1938. zamijenio je funkcijom direktora Beogradske opere i šefa dirigenta Beogradske filharmonije, no put ga je vodio i dalje po Europi. 
Ratno vrijeme proveo je uglavnom u Zagrebu kao časnik u domobranstvu, uz nastavak koncertiranja: u Zagrebu sa svim važnijim orkestrima, u Beču, i u Berlinu. Kao pukovnik glazbene struke domobranstva imenovan je 7. listopada 1942. za glavnog ravnatelja simfonijskog orkestra Poglavnikovog tjelesnog zdruga. S funkcijom Inspektora glazbenih ansambala vojske NDH u svojoj je nadležnosti imao cijeli korpus vojne glazbe. Posljednji koncert prije uhićenja održao je dva tjedna prije kapitulacije Njemačke - 23. travnja 1945. s Orkestrom Državne krugovalne postaje. Svoj ratni i poratni status sam maestro, čini se, nije imao želju detaljnije pojašnjavati. U više od godinu dana provedenih u zatvoru, opet je imao priliku baviti se glazbom – dodijeljeno mu je vodstvo zatvorskog orkestra i zbora Stara Gradiška. Nakon što je njegova druga supruga Elizabeta Lilly Levenson s kojom se vjenčao 1933., ishodila pomilovanje, premješten je 1948. u Skoplje. Sve do 1954. kada je od Josipa Broza Tita ishodio odobrenje za izdavanjem putovnice, djelovanje na području tadašnje države bilo mu je ograničeno (Rijeka, Ljubljana), no uskoro je njegova karijera dobila puni međunarodni zamah. 
Novi početak označilo je snimanje Arabelle Richarda Straussa u Londonu za etiketu Columbia koje mu je ustupio Herbert von Karajan što mu je donijelo petogodišnji ugovor s tom diskografskom kućom, a potom je sljedeće godine trijumfalno zamijenio Karla Böhma u Bavarskoj državnoj operi u Münchenu ravnajući Straussovom Arijadnom na Naxosu. Zaredali su se nastupi u Berlinu, Stuttgartu, Augsburgu, Salzburgu, Grazu i šire, i s koncertnim programima i u svojstvu opernog dirigenta, a nerijetko se predstavljao i kao redatelj. Stigli su angažmani u dresdenskoj Državnoj kapeli, Državnoj operi u Istočnom Berlinu, te gostovanja širom Europe uključujući Ljubljanu, Split i Dubrovnik. Po odlasku iz Dresdena 1958. čvršće se vezao uz Beč, debitirao u Bayreuthu gdje je počeo i nastavio dugogodišnju suradnju s opernim redateljem i unukom Richarda Wagnera – Wielandom Wagnerom. 
Konačno se otisnuo i do Sjedinjenih Američkih Država, nastupajući u Čikaškoj operi, osvojio je i talijansku opernu publiku (u Rimskoj operi 1961. izveo je Wagnerov Prsten Nibelunga). U Frankfurtu je 1961. postao šef dirigent tamošnje opere i uglednog ciklusa Muzejskih koncerata. Kao i do tada, i dalje je nastavio djelovati na više polja, pa je istovremeno provodio snimanja za RAI u Torinu te brinuo za vodstvo Dubrovačkih ljetnih igara. Imenovan je doživotnim počasnim dirigentom Simfonijskog orkestra NHK iz Japana, ravnao orkestrima poput Philharmonie, Češke, Berlinske i Münchenske filharmonije, nastupao u Bavarskoj državnoj operi, Teatru Colon u Buenos Airesu, bečkoj Državnoj i Volksoperi, u Musikvereinu redovito ravnao Bečkim simfoničarima, sudjelovao u žiriju Karajanova dirigentskog natjecanja, te 1974. stupio na mjesto šefa dirigenta Nacionalnog opernog orkestra iz Monte Carla – a to su tek neki od njegovih poslijeratnih uspjeha. Treba im pribrojiti i imenovanje šefom dirigentom Zagrebačke filharmonije 1970., s kojom je ostvario niz ambicioznih planova, brinući se i za mlade dirigente kroz ciklus Mladi dirigenti se predstavljaju. 
Među glazbenike s kojima je surađivao ubrajaju se Arthur Rubinstein, Christian Ferras i Rudolf Buchbinder, Marijana Radev, Ruža Pospiš Baldani, Elisabeth Schwarzkopf, Christa Ludwig, Renata Tebaldi, Birgit Nilsson, Leontyne Price, Dietrich Fischer-Dieskau... Snimao je za etikete kao što su Columbia i Supraphon i pokrivao golem repertoar. Iako je na čelu simfonijskog i koncertnog stajao Anton Bruckner, a opernog Richard Wagner, uz omiljenog mu “Orfeja i Euridike” Ch. W. Glucka i Janáčekovu “Jenůfu”, interes Lovre von Matačića kretao se od Palestrine, Monteverdija i Henryja Purcella, preko Händela, Mozarta, Haydna i Beethovena do Musorgskog, Mahlera, Janáčeka, Smetane, R. Straussa, Wagnera, Verdija i dr. Osobitu pažnju pridavao je domaćim autorima. Već je na svojim prvim nastupima s Berlinskom filharmonijom 1936. izvodio suitu iz baleta Licitarsko srce Krešimira Baranovića i “Simfonijsko kolo” Jakova Gotovca, uvrštavajući na programe inozemnih i domaćih nastupa i djela Josipa Hatzea, Blagoja Berse, Božidara Širole, Božidara Kunca, Borisa Papandopula, Antuna Dobronića, Josipa Štolcera-Slavenskog, Brune Bjelinskog... 
Ravnao je i Tamburaškim orkestrom HRT-a.
“Jednog dana kada će se raditi račun, neće biti važno što sam napravio za internacionalne kompozitore, nego što sam napravio za hrvatsku glazbu.”, svojedobno je izjavio maestro. Njegovim brojnim nastojanjima na tom području svakako treba pribrojiti i oporučno izraženu želju za osnivanjem Fonda Lovro i Lilly Matačić.

## Snimke
Danas su sačuvane brojne snimke Lovre von Matačića, od koje su najvrjednije snimke "Moje domovine" Bedřicha Smetane (Simfonijski orkestar Bečkog radija), Beethovenova IX. simfonija (s Gabielom Benackovom-Capovom, Verom Soukupovom, Vilemom Pribylom i Karelom Prusom i Češkom filharmonijom), V. i VI. simfonija Petra Iljiča Čajkovskog (Češka filharmonija) Beethovenova II. i VII. simfonija (Simfonijski orkestar NHK) te se svakako trebaju spomenuti snimke Brucknerovih simfonija: IV. simfonija (Philharmonia Orchestra), V. simfonija (Nacionalni orkestar Paris; Češka filharmonija), VII. simfonija (Češka filharmonija), VIII. simfonija (Simfonijski orkestar NHK) te IX. simfonija (Državna kapela Berlin; Češka filharmonija; Simfonijski orkestar NHK).

## Nagrade i priznanja
Za svoje antologijske interpretacije (osobito Brucknerovih i Wagnerovih djela te kapitalnih skladbi slavenskog repertoara) primio je Brucknerovu medalju Međunarodnog Brucknerovog društva, Brucknerov prsten Bečkih simfoničara, Janačekovu i Smetaninu medalju čehoslovačke vlade, Križ I. reda za znanost i umjetnost predsjednika Republike Austrije, medalju Hans von Bülow Berlinske filharmonije i mnoge druge nagrade.

## Ostalo
- "Gospar iz grada" kao Lovro von Matačić (arhivska snimka) (2019.)

## Vanjske poveznice
- Fond Lovro i Lilly Matačić  Arhivirana inačica izvorne stranice od 10. studenoga 2010. (Wayback Machine)
- Biografija na stranicama Hrvatske glazbene unije  Arhivirana inačica izvorne stranice od 21. srpnja 2006. (Wayback Machine)